# Epping Forest District
Epping Forest ist ein District in der Grafschaft Essex in England. Er ist nach dem Wald Epping Forest benannt, der einen großen Teil dieser Gebietskörperschaft bedeckt. Der Verwaltungssitz ist Epping. Im Südwesten grenzt Epping Forest an Greater London.
Der District wurde am 1. April 1974 gebildet. Er entstand aus der Fusion der Urban Districts Chigwell, Epping und Waltham Holy Cross sowie eines großen Teils des Rural District Epping and Ongar.
Epping Forest wird von den Autobahnen M11 und M25 in vier ungefähr gleich große Teile unterteilt.
Die Central Line der London Underground durchquert Epping Forest von Südwesten nach Nordosten und bedient dabei folgende U-Bahn-Stationen: Buckhurst Hill, Chigwell, Debden, Epping, Loughton und Theydon Bois.
Die Eisenbahn berührt den District nur am südöstlichen Rand (Bahnhöfe in Sawbridgeworth und Roydon). Zwischen Epping und Ongar verkehrt seit Oktober 2004 die Museumslinie der Epping Ongar Railway.
Ein Song auf dem Genesis-Album Selling England By The Pound heißt The Battle of Epping Forest und bezieht sich auf einen realen Bandenkrieg im gleichnamigen Wald.
Zu den Orten im District zählen
Buckhurst Hill,
Chigwell,
Chipping Ongar,
Debden,
Epping,
Loughton,
Sewardstone,
Stapleford Abbotts,
Stapleford Tawney,
Theydon Bois,
Theydon Garnon,
Theydon Mount und
Waltham Abbey mit der ehemaligen Abtei Waltham.
Koordinaten: 51° 42′ N, 0° 7′ O